# Marcílio Marques Moreira
Marcílio Marques Moreira (Río de Janeiro, 25 de noviembre de 1931) es un político y diplomático brasileño, ministro de Hacienda durante la presidencia de Fernando Collor de Mello del 10 de mayo de 1991 al 2 de octubre de 1992.
Cursó la escuela en varios países centroeuropeos. Egresado en 1954 del Instituto Rio Branco y posteriormente estudió Derecho en la Universidad del Estado de Río de Janeiro, egresando en 1957. En 1963 aprobó una maestría en Ciencia Política en la Universidad de Georgetown.
Fue Ministro de Hacienda de Brasil durante el gobierno de Fernando Collor de Mello y presidente del Consejo de Ética Pública del gobierno de Lula.

## Formación y estudios
Marcílio Marques Moreira, hijo del embajador Mário Moreira da Silva y Noemia de Azevedo Marques Moreira da Silva, asistió a la escuela primaria y secundaria en Viena, Budapest, Río de Janeiro y Berna. En 1954, completó el curso de Preparación para la Carrera Diplomática en el Instituto Rio Branco y, en 1957, la licenciatura en Derecho en la Universidad del Estado de Río de Janeiro (UERJ).
En 1963 completó una maestría en ciencias políticas en la Universidad de Georgetown, Washington D. C., con una tesis sobre Aspectos sociales y políticos del desarrollo. Marcílio comenzó a enseñar en universidades en 1956, como profesor de Derecho Internacional en la Universidad Cândido Mendes.
En 1964 enseñó en la Pontificia Universidad Católica de Río de Janeiro (PUC), y en 1975 en la UERJ (ciencias políticas), donde también se desempeñó como director del Centro de Ciencias Sociales, entre otros.
Es miembro honorario del Consejo Universitario de la PUC y miembro del Consejo Directivo de la Universidad Católica de Petrópolis y del IBAM, entre otras instituciones académicas y culturales de Brasil y Estados Unidos.
Es Académico de la Cátedra N° 12 de la Academia Rotaria de Letras de la Ciudad de Río de Janeiro y asociado al Club Rotario de Río de Janeiro.

## Trayectoria profesional
De 1957 a 1961 se desempeñó como secretario de la Embajada de Brasil en Washington D. C.,  donde también se desempeñó como director interino del Fondo Monetario Internacional y del Banco Interamericano de Desarrollo . Fue asesor del Ministro de Hacienda durante la gestión de San Tiago Dantas (1963) y, hasta finales de 1965, asesor general de Operaciones Internacionales del BNDE .
Al iniciarse el gobierno de Negro de Lima, asumió la vicepresidencia de la Companhia Progresso do Estado da Guanabara - COPEG y, desde principios de 1968, la presidencia de la Companhia de Desenvolvimento das Comunidades - CODESCO, empresa estatal dedicada a la urbanización de favelas que ayudó a fundar. A finales de ese año abandonó el servicio público, siendo elegido vicepresidente del conglomerado UNIBANCO , cargo que ocupó hasta 1983, cuando ingresó al directorio del mismo grupo financiero.
De 1968 a 1971 fue director financiero del Museo de Arte Moderno de Río de Janeiro y, de 1974 a 1980, miembro del directorio del BNDE. De 1986 a 1991 se desempeñó como embajador de Brasil ante el gobierno de Estados Unidos.
El 10 de mayo de 1991, durante el gobierno de Fernando Collor, asumió como Ministro de Economía, Finanzas y Planificación de Brasil, dejando el ministerio el 2 de octubre de 1992. En 1993 asumió el cargo de Subsecretario de Políticas Administración Pública de la Ciudad de Río de Janeiro (primera administración de César Maia ), cargo que ocupó hasta 1995.
De 2001 a 2005 fue Presidente de la Asociación Comercial de Río de Janeiro y, de 2007 a 2008, fue Presidente del Consejo Empresarial de Políticas Económicas de la Casa de Mauá.
Durante su carrera fue miembro de los Directorios de varias empresas y entidades, entre ellas BRASILPAR, PREVER, Novotel , Club Mediterranée, IBM , Coca-Cola , RJReynolds, Hoechst, General Electric , Textron , Embratel , Sendas, Cataguazes-Leopoldina. , Energisa , Marsh & McLennan, Billete Americano, Asociación Cultural del Archivo Nacional, Instituto Brasileño de Ética en la Competencia, Santa Casa de Misericórdia de Rio de Janeiro y Fundação Getulio Vargas.

## Escritos
Autor
- Indicações para o Projeto Brasileiro (Río de Janeiro, Tempo Brasileiro Ed., 1971)
- Poder, Liberdade e Desenvolvimento: Indicações para o Debate Brasileiro (Río de Janeiro, Tempo Brasileiro Ed., 1980)
- De Maquiavel a San Tiago (Brasília, Universidade de Brasília Ed., 1981)
- Confissão Liberal (Río de Janeiro, P.E.N. Clube, 1984)
- The Brazilian Quandary (New York, Twentieth Century Fund, 1986)
- Diplomacia, Política e Finanças: Depoimento ao CPDOC-FGV (Río de Janeiro, Objetiva, 2001)

Organizador
- Perfil Parlamentar: San Tiago Dantas (Brasília, Câmara dos Deputados, 1983)
- Atualidade de San Tiago Dantas (São Paulo, Lettera.doc, 2005)
- Cultura das Transgressões no Brasil: Lições da História, org. em conjunto com Fernando Henrique Cardoso (Editora Saraiva, 2008)

Colaborador
- Aggressive Unilateralism, org. por Jagdish Bhagwati and Hugh T. Patrick (Ann Arbor: The University of Michigan Press, 1990)
- O Futuro do Brasil: A América Latina e o fim da Guerra Fria, org. por José Álvaro Moiséis (Río de Janeiro: Paz e Terra, 1992)
- In the Shadow of the Debt: Emerging Issues in Latin America (New York: The Twentieth Century Fund Press (1992)
- Desenvolvimento, Tecnologia e Governabilidade, org. por João Paulo dos Reis Veloso (São Paulo: Nobel, 1994)
- Brazil: At the Turning Point, editado por Colleen S. Morton (La Jolla, Institute of the Americas, 1995)
- Diplomacia para o Desenvolvimento, 2º vol. de Sessenta Anos de Política Externa: 1930-1990 org. por José Augusto Guílhon Albuquerque (São Paulo: USP, 1996)
- National Perspectives on the New Regionalism in the South, United Nations University, publicado por Palgrave-Macmillan Group, UK, 2000.
- Globalização, Desenvolvimento e Equidade, Fundação Calouste Gulbenkian (Lisboa: Publicações D. Quixote, 2001).
- Investimentos em Educação, Ciência e Tecnologia, organizado por Jorge Werthein e Celio da Cunha (Brasília, UNESCO, Ministério da Educação, Instituto Sangari, 2004).
- Por Que o Brasil Não É Um País de Alto Crescimento?, org. por João Paulo dos Reis Veloso (Jose Olympio, 2006)
- Chegou a Vez do Brasil?: Oportunidade para a Geração de Brasileiros que Nunca Viu o País Crescer, org. por João Paulo dos Reis Veloso (Jose Olympio, 2007)
- A Crise Global e o Novo Papel Mundial dos BRICS, org. por João Paulo dos Reis Veloso (Jose Olympio, 2009)

Prefaciador
- Brilho nos Olhos: Dez Anos de transformações na visão de grandes executivos (São Paulo: A.T.Kearney, 2003)
- O Encilhamento: Anatomia de uma Bolha Brasileira, de Ney Carvalho (Río de Janeiro e São Paulo: Comissão Nacional de Bolsa e BOVESPA, 2004).